# Kaplica św. Michała w Żurrieq
Kaplica Świętego Michała Archanioła (malt. Kappella ta' San Mikiel Arkanġlu, ang. Chapel of St Michael the Archangel) – nieistniejąca rzymskokatolicka kaplica, stojąca kiedyś na terenie zwanym Ħal Millieri, leżącym dziś w granicach Żurrieq na Malcie.

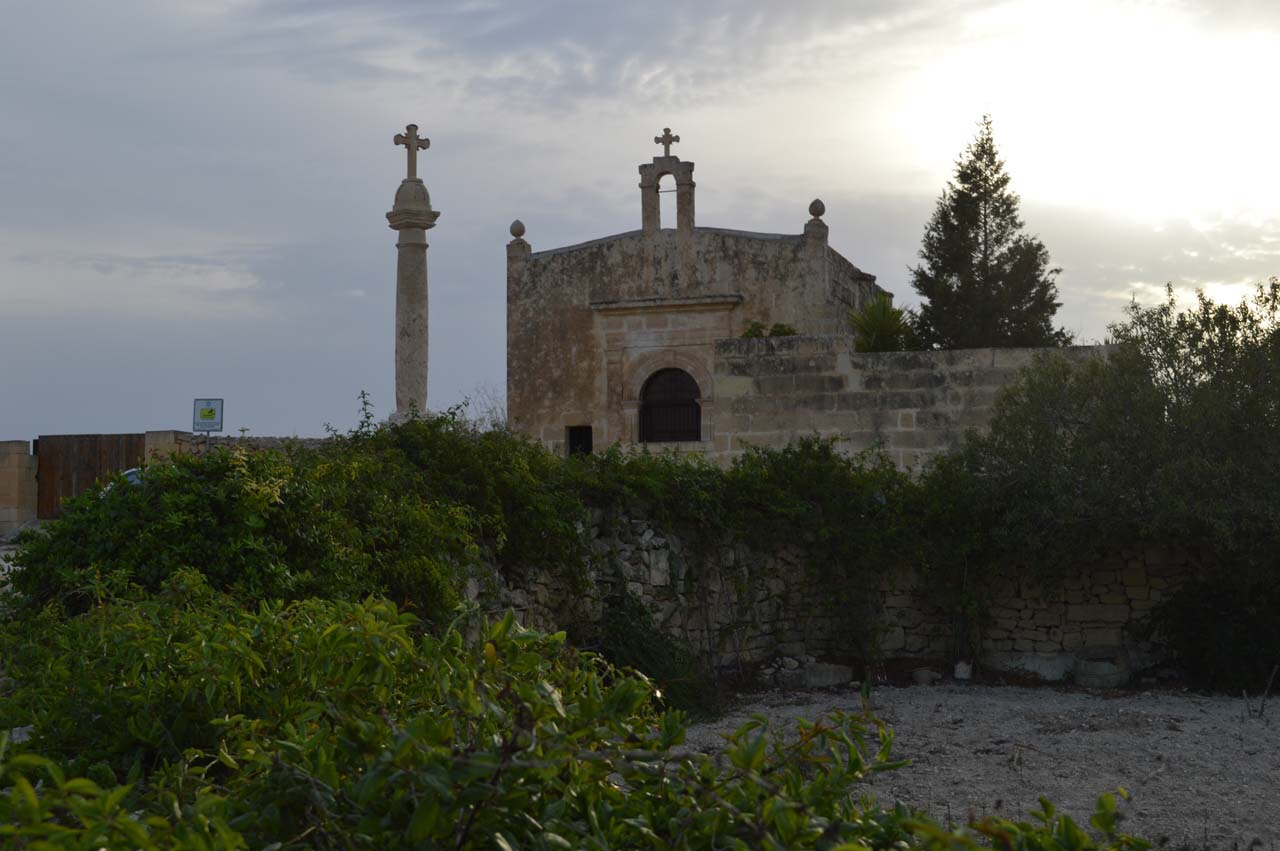
Kaplica św. Jana w Żurrieq; obok po prawej (gdzie wysokie drzewo za murem) stała kaplica św. Michała

Kaplica pod wezwaniem św. Michała przylegała kiedyś do prawej (patrząc od przodu) ściany kaplicy św. Jana Ewangelisty. Początki kaplicy św. Michała nie są znane. Wiadomo, że w 1667 została zamknięta, prawdopodobnie z powodu złego stanu, przez biskupa Lucasa Buenosa. Z czasem popadła w ruinę i zawaliła się. Dziś jest to teren zadrzewiony, otoczony murem. Jej portal, identyczny, jak ten z kaplicy św. Jana, szczęśliwie zachował się, i dziś stanowi wejście na teren cmentarza pobliskiej kaplicy Zwiastowania. Obie kaplice miały wspólny zuntier (plac od frontu); do dziś zachował się ten przed świętym Janem.
W 2004, kiedy Din l-Art Ħelwa rozpoczęła odnawianie kaplicy św. Jana, podczas porządkowania terenu doń przylegającego, gdzie kiedyś stała kaplica św. Michała, dokonano ciekawego znaleziska –  kamienia z wyrytym podpisem Giuseppe Calì, jednego z najbardziej znanych maltańskich malarzy z końca XIX wieku.